# Baczki (Węgrów)
Pour les articles homonymes, voir Baczki.
Baczki (prononciation : [ˈbat͡ʂki]) est un village de polonais, situé dans la gmina de Łochów de la Powiat de Węgrów et dans la voïvodie de Mazovie dans le centre-est de la Pologne.